# Friedrich Julius Neumann
Friedrich Julius von Neumann, född 12 oktober 1835 i Königsberg (nuvarande Kaliningrad), död 15 augusti 1910 i Freiburg im Breisgau, var en tysk nationalekonom. Han var son till Franz Ernst Neumann och bror Carl Gottfried Neumann.
Neumann blev professor i Basel 1871, i Freiburg im Breisgau 1873 och i Tübingen 1876. Han anslöt sig tidigt till katedersocialismen och utövade livlig författarverksamhet på finansvetenskapens område. Han skrev bland annat Die Steuer (band 1, "Die Steuer und das öffentliche Interesse", 1887) och Grundlagen der Volkswirtschaftslehre (band 1, 1889) samt var 1883-1903 utgivare av och medarbetare i samlingsverket "Beiträge zur Geschichte der Bevölkerung in Deutschland etc."